# 埃尔巴 (科莫省)

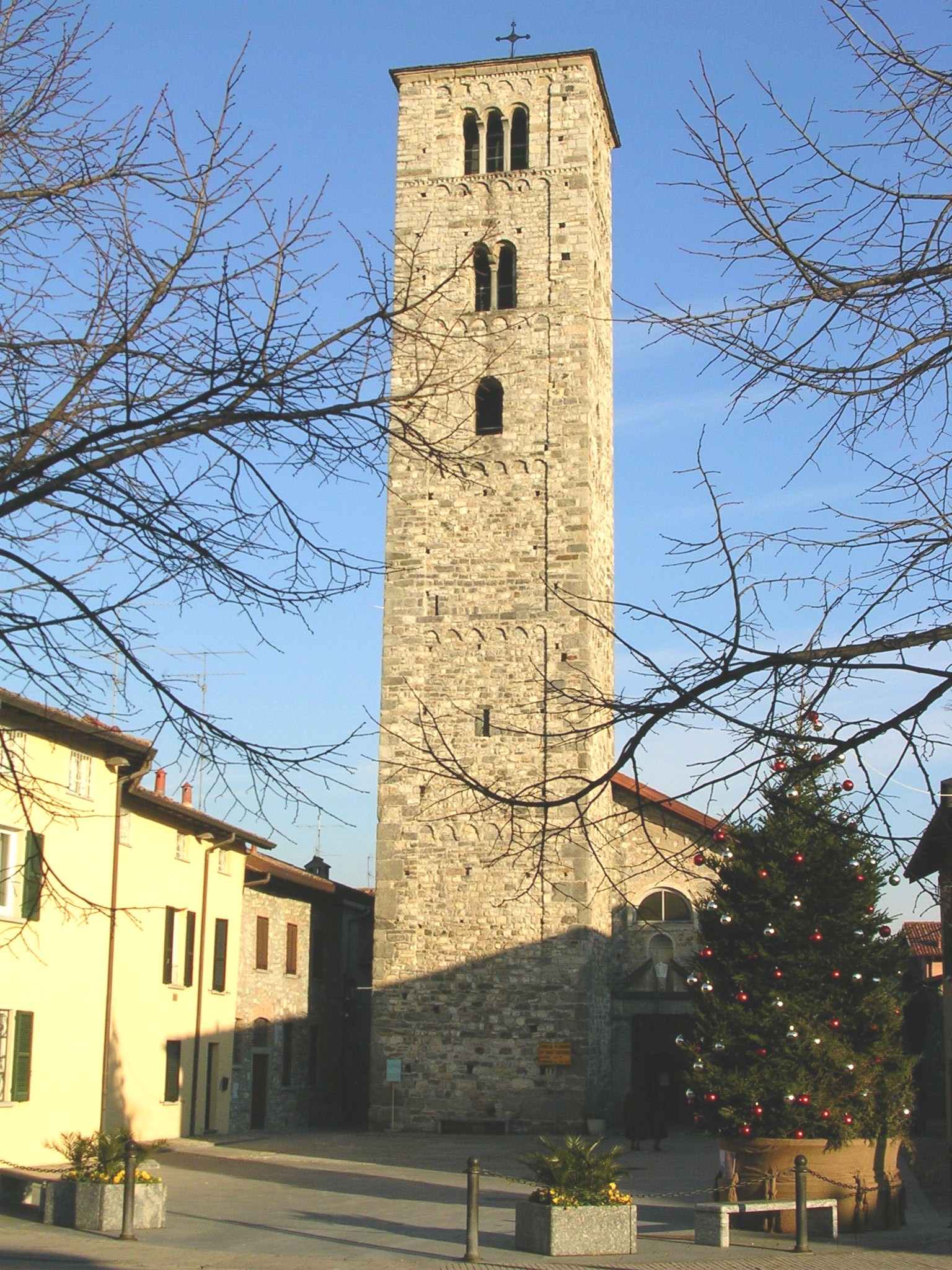
教堂

埃尔巴（義大利語：Erba）是意大利伦巴第大区科莫省的市镇，位于米兰北边40公里、科莫东边10公里处，面积为23.80平方公里，人口数量为16,365人（2017年）。

## 友好城市
- 法國 坦莱尔米塔日